# كورنوال (أونتاريو)
كورنوال، أونتاريو (بالإنجليزية: Cornwall)‏ هي مدينة كندية تقع في مقاطعة أونتاريو. تبلغ مساحة هذه المدينة 61.524 (كم²)، ويبلغ عدد سكانها 45965 نسمة حسب إحصاء سنة 2006 م، بينما كان يسكنها 45640 نسمة في سنة 2001 م. تحتل هذه المدينة المرتبة رقم 100 بين مدن كندا حسب عدد السكان والمرتبة رقم 43 في المقاطعة. نما عدد السكان في هذه المدينة بنسبة (0.7) بين العامين المذكورين.

## أعلام
- الكسندر بيتر روس
- روبرت أوستين شيرر
- مالكوم بيرن
- بيير فيتش
- نورمان وارنر
- الكسندر فرنسيس ماكدونالد
- لوري دوبويه
- جاك برودريك
- آلان تشيفرير
- سيمون فرازير

## وصلات خارجية
- الأطلس الحكومي لكندا
- إحصاءات كندا مع ساعة تعداد السكان